# 佐藤満 (レスリング選手)
佐藤 満（さとう みつる、1961年12月21日 - ）は、日本のアマチュアレスリング選手。秋田県八郎潟町出身。秋田商業高校、日本体育大学、日体大大学院修了。専修大学教授（学位は、日本体育大学からの体育学修士および昭和大学からの博士（医学））。

## 略歴
- 中学時代はバスケットボールで活躍。
- 秋田市立秋田商業高等学校入学後、レスリングを始める。
- 1986年3月、日本体育大学大学院修了。
- 1987年4月、日本体育大学助手となる。
- 1988年、ソウル五輪フリースタイル52kg級で金メダルを獲得[1]。秋田県スポーツ賞特別功労賞受賞、秋田県県民栄誉章[2]受章。
- 1992年、バルセロナ五輪フリースタイル52kg級6位。
- 1995年4月、アメリカのペンシルベニア州立大学に留学。
- 1997年4月、専修大学講師及び同大学レスリング部ヘッドコーチに就任。
- 1999年4月、専修大学助教授。
- 現在、専修大学経営学部教授を務める傍ら、日本レスリング協会男子強化委員長（フリースタイルヘッドコーチ）として指導にあたっている。

## 指導者の観点から
2012年11月、プロ野球球団の北海道日本ハムファイターズがドラフト1位指名した大谷翔平（花巻東高）と
入団交渉した際、提示した資料「夢への道しるべ～日本スポーツにおける若年期海外進出の考察～」に、資料作成協力者として、日本ハム球団ホームページ内の資料に名前が記載されている。

## 著書
- 「オリンピック金メダリスト直伝!レスリング入門」（ベースボール・マガジン社）